# Liste des volcans de Lanzarote
L'île de Lanzarote compte 110 volcans principalement situés dans le parc national de Timanfaya et le parc naturel des volcans.
La liste ci-dessous reprend les principaux volcans de Lanzarote.
Les "séries" codifient l'âge des massifs volcaniques de Lanzarote.

## Liste des principaux volcans de Lanzarote
| Volcan                                                    | Commune Localisation                                                  | Description                     | Altitude | Série Âge                                               | Photographie                                |
| --------------------------------------------------------- | --------------------------------------------------------------------- | ------------------------------- | -------- | ------------------------------------------------------- | ------------------------------------------- |
| Atalaya de Femés                                          | Yaiza Massif de Los Ajaches 28° 55′ 08,2″ N, 13° 47′ 05,4″ O          | Cône volcanique                 | 608 m    | Série I et Série II 13 millions d'années à 800 000 ans. |                                             |
| La Atalaya                                                | Haría 29° 09′ 00″ N, 13° 29′ 25″ O                                    | Cône volcanique                 | 388 m    |                                                         |                                             |
| Montaña Bermeja                                           | Tias Conil 27° 17′ 00″ N, 13° 31′ 00″ O                               | Cône volcanique                 | 438 m    |                                                         |                                             |
| Montaña Bermeja                                           | Yaiza 28° 57′ 44,6″ N, 13° 49′ 28″ O                                  | Cône volcanique                 | 106 m    |                                                         |                                             |
| Montaña Blanca                                            | Tias 28° 58′ 48″ N, 13° 38′ 26″ O                                     | Cône volcanique                 | 596 m    |                                                         |                                             |
| Caldera Blanca                                            | 29° 02′ 00″ N, 13° 44′ 00″ O                                          | Cratère profond de 300 m.       | 458 m    | Série III                                               |                                             |
| Montaña de Breña Estesa                                   | Yaiza Massif de Los Ajaches 28° 52′ 31,6″ N, 13° 47′ 00″ O            | Cône volcanique                 | 287 m    | Série I à partir de 13 millions d'années.               |                                             |
| Montaña de El Cabo                                        | Yaiza, La Degollada 28° 55′ 59,5″ N, 13° 47′ 11″ O                    | Cône volcanique                 | 307 m    |                                                         |                                             |
| Montaña del Cartijo                                       | Tinajo, Tinguatón 29° 01′ 44″ N, 13° 41′ 29″ O                        | Cône volcanique                 | 435 m    |                                                         |                                             |
| Montaña de la Cinta                                       | Yaiza 28° 56′ 46,5″ N, 13° 46′ 38,6″ O                                | Cône volcanique                 | 436 m    | Série I                                                 |                                             |
| Montaña des Clerigo Duarte                                | 29° 02′ 28″ N, 13° 37′ 00″ O                                          | Cône volcanique                 | 303 m    |                                                         |                                             |
| Charco de los Clicos                                      | Yaiza, El Golfo 28° 58′ 42,8″ N, 13° 49′ 29,3″ O                      | Maar                            | 126 m    | Série IV                                                |                                             |
| Caldera Colorada                                          | Tinajo 29° 00′ 00″ N, 13° 40′ 34″ O                                   | Cratère                         | 465 m    | Série IV Avril 1736                                     |                                             |
| Volcán de la Corona Monte Corona Montaña Corona           | Haría 29° 11′ N, 13° 29′ O                                            | Cône volcanique                 | 609 m    | Série IV 21 000 à 3000 ans                              |                                             |
| Caldera de los Cuervos Los Cuervos Montaña de las Lapias, | Tinajo 29° 59′ 09″ N, 13° 41′ 31″ O                                   | Cratère                         | 384 m    | Série IV 1er au 12 Septembre 1730                       |                                             |
| Montaña Diama                                             | Yaiza, La Geria 28° 58′ 44,4″ N, 13° 42′ 37,6″ O                      | Cône volcanique                 | 496 m    | Série III                                               |                                             |
| Montaña de Los Dolores                                    | Tinajo Mancha Blanca 29° 02′ 50″ N, 13° 41′ 12″ O                     | Demi-cratère                    | 324 m    |                                                         |                                             |
| Montaña de El Golfo                                       | Yaiza, El Golfo 28° 58′ 42″ N, 13° 49′ 24″ O                          | Cône volcanique                 | 152 m    | Série IV                                                |                                             |
| Montañas del Fuego                                        | Yaiza, Tinajo Parc national de Timanfaya 29° 59′ 31″ N, 13° 44′ 31″ O | Cônes volcaniques               | 510 m    | Série IV Éruption de 1730 à 1736                        |                                             |
| Montaña de Fuja Montaña de Faja                           | Haría 29° 08′ 13,4″ N, 13° 29′ 59,2″ O                                |                                 | 449 m    |                                                         | Montaña de Fuja depuis la Valle de Temisa   |
| Montaña Guardilama                                        | Yaiza, La Geria 28° 57′ 00″ N, 13° 46′ 05″ O                          | Cône volcanique                 | 603 m    | Série III                                               |                                             |
| Peñas del Chache                                          | Famara, Haría                                                         | Cône volcanique                 | 670 m    |                                                         |                                             |
| Montaña Guatisea                                          | San Bartolomé 28° 56′ 00″ N, 13° 38′ 00″ O                            | Cône volcanique                 | 544 m    |                                                         |                                             |
| Montaña de Halcones Islote de Halcones                    | Tinajo Parc national de Timanfaya 29° 00′ 16″ N, 13° 49′ 01″ O        | Cratère                         | 103 m    |                                                         |                                             |
| Montaña de Juan Bello                                     | Tias, Masdache et San-Bartolome 29° 00′ 20″ N, 13° 39′ 10″ O          | Cratère                         | 430 m    |                                                         |                                             |
| Montaña de Juan Perdomo                                   | 28° 59′ 00″ N, 13° 49′ 00″ O                                          | Cône volcanique                 | 129 m    |                                                         |                                             |
| Montaña Negra                                             | Tinajo, Tias 29° 00′ 14″ N, 13° 40′ 34″ O                             | Cratère                         | 518 m    |                                                         |                                             |
| Montaña Ortiz                                             | Tinajo 29° 00′ 53″ N, 13° 40′ 50″ O                                   | Cratère                         | 470 m    |                                                         |                                             |
| Pico Partido,                                             | Tinajo 29° 00′ 38″ N, 13° 43′ 08″ O                                   | Cône volcanique                 | 502 m    |                                                         | Pico Partido                                |
| Montaña Pedro Perico                                      | Yaiza Parc national de Timanfaya 29° 59′ 25″ N, 13° 48′ 24″ O         | Cône volcanique                 | 256 m    |                                                         | Pedro Perico depuis El Golfo.               |
| Mirador del Río                                           | Teguise, Haría                                                        | Falaise de caldeira volcanique. | 475 m    |                                                         |                                             |
| Caldera Riscada                                           | Yaiza, Uga Las Casitas de Femès 28° 56′ 18,3″ N, 13° 44′ 49,2″ O      | Cône volcanique                 | 446 m    | Série II                                                | Caldera Riscada depuis Las Casitas de Femès |
| Caldera Roja                                              | Tinajo Parc national de Timanfaya 28° 56′ 05″ N, 13° 51′ 24″ O        | Cône volcanique                 | 427 m    | Série IV                                                |                                             |
| Montaña Roja                                              | Yaiza 29° 01′ 11″ N, 13° 44′ 22″ O                                    | Cône volcanique                 | 194 m    | Série II 800 000 ans                                    | Caldera de la Montaña Roja                  |
| Montaña Tamia                                             | Teguise 29° 02′ 08″ N, 13° 38′ 13″ O                                  | Cône volcanique                 | 550 m    | Série III                                               | Montaña Tamia                               |
| Montaña Tinache                                           | Tinajo 29° 03′ 05″ N, 13° 40′ 25″ O                                   | Cône volcanique                 | 448 m    |                                                         |                                             |
| Montaña Timbaiba                                          | Tinajo 29° 03′ 36,6″ N, 13° 38′ 34,8″ O                               | Cône volcanique                 | 340 m    |                                                         |                                             |
| Montaña Tinasoria                                         | Yaiza 28° 56′ 50″ N, 13° 43′ 45″ O                                    | Cône volcanique                 | 503 m    | Série III                                               |                                             |
| Montaña de Tinga                                          | 29° 00′ 00″ N, 13° 40′ 52″ O                                          | Cône volcanique                 | 402 m    |                                                         |                                             |
| Montaña de Tinguatón                                      | Tinajo 29° 01′ 56″ N, 13° 41′ 02″ O                                   | Cône volcanique                 | 362 m    |                                                         |                                             |
| Volcan de Tinguatón,                                      | Tinajo 29° 00′ 47″ N, 13° 42′ 32″ O                                   | Cône volcanique                 | 330 m    |                                                         |                                             |
| Montaña Tizalaya                                          | Tinajo 29° 01′ 42″ N, 13° 39′ 13″ O                                   | Cône volcanique                 | 454 m    |                                                         |                                             |

## Liste des principaux volcans de l'archipel de Chinijo
La liste ci-après reprend les principaux volcans de l'archipel de Chinijo situé au Nord-Ouest de Lanzarote
| Volcan                 | Commune Localisation                          | Description     | Altitude | Série Âge | Photographie |
| ---------------------- | --------------------------------------------- | --------------- | -------- | --------- | ------------ |
| Montaña Amarilla,      | La Grasiosa 29° 13′ 00″ N, 13° 32′ 00″ O      | Cône volcanique | 172 m    |           |              |
| Montaña Bermeja        | La Grasiosa                                   | Cône volcanique | 157 m    |           |              |
| Montaña Lobos          | 29° 23′ 00″ N, 13° 30′ 00″ O                  | Cône volcanique | 221 m    |           |              |
| Montaña del Mojon      | 29° 14′ 00″ N, 13° 30′ 00″ O                  | Cône volcanique | 188 m    |           |              |
| Montaña de Pedre Barba | La Grasiosa 29° 15′ 00″ N, 13° 30′ 00″ O      | Cône volcanique | 266 m    |           |              |
| Montaña Clara          | 29° 17′ 00″ N, 13° 32′ 00″ O                  | Cône volcanique | 256 m    |           |              |
| Montaña Alegranza      | 29° 23′ 00″ N, 13° 30′ 00″ O                  | Cône volcanique | 289 m    |           |              |
| Roque del Oeste        | Teguise, Chinijo 29° 19′ 00″ N, 13° 31′ 00″ O | Cône volcanique | 41 m     |           |              |
| Roque del Este         | Teguise, Chinijo 29° 16′ 35″ N, 13° 20′ 15″ O | Cône volcanique | 84 m     |           |              |